# Casa Pitxot
Casa Pitxot és un habitatge del municipi de Cadaqués (Alt Empordà) inclòs en l'Inventari del Patrimoni Arquitectònic de Catalunya.

## Descripció
Situada al sud del nucli urbà de la població de Cadaqués, a la Punta de sa Conca, a la zona denominada com es Pitxots.
Edifici de planta rectangular format per gran cos central allargat, al que s'adossen petits cossos de planta quadrada. L'edifici principal, format per diverses crugies adossades, té la coberta a dues vessants de teula i està distribuït en planta baixa, pis i golfes. La façana principal presenta un portal d'arc de mig punt adovellat, pintat de color blanc com la resta de la façana. Al pis, les obertures són rectangulars, amb els ampits bastits amb rajola vidrada verda. Destaca un gran finestral de vidre, obert posteriorment, i una gran obertura d'arc rebaixat cegada. Adossats a les cantonades, hi ha dos petits cossos que delimiten un pati davanter d'accés a l'edifici principal. El cos situat a l'extrem nord té la coberta a dues vessants, les obertures quadrades i rectangulars i el portal d'accés emmarcat en pedra. L'altre edifici té la coberta plana i presenta una finestra d'arc conopial amb columnetes i capitells, profusament decorada.

## Història
Antoni Pitxot prové de família d'artistes, i des de sempre han estat relacionats amb els Dalí (és el seu tiet Ramon Pitxot qui influeix Dalí en l'impressionisme i determina la seva vocació de pintor).
El 1964 s'instal·la definitivament amb la seva família a Cadaqués. És en aquest moment quan la seva carrera artística viu un gir decisiu, ja que dirigeix la seva atenció cap a l'estudi dels objectes del seu entorn: les pedres de Cadaqués, de les quals fa sorgir formes anamòrfiques, antropomòrfiques i al·legòriques. També durant aquesta època refà els seus vincles amb Salvador Dalí.